# Live at the Nordic Roots Festival
Live at the Nordic Roots Festival är ett musikalbum av Väsen, utgivet 2001 av Xource. På skivan gästmedverkar även musikgruppen Harv och Annbjørg Lien. Albumet är Väsens andra livealbum i ordningen.

## Låtlista
1. "JTT" (Mikael Marin) – 5:52
2. "M. Nykänen" (Roger Tallroth) – 3:41
3. "Byggnan" (Trad. e. Byss-Calle arr. Väsen) – 3:47
4. "Polska efter Mats Berglund / Såld och Solde (Trad. arr. Väsen & Harv / Olov Johansson) – 5:16
5. "Göskarlen" (Olov Johansson) – 4:48
6. "Shapons vindaloo" (André Ferrari) – 7:13
7. "Dragos" (Roger Tallroth) – 5:30
8. "Ploska" (Mikael Marin) – 5:01
9. "Nitti Pomfritti" (Mikael Marin) – 9:43
10. "Grannens favorit" (Mikael Marin) – 5:01

Total tid: 54:32

## Medverkande
- Väsen:
  - Mikael Marin — viola, fiol
  - Olov Johansson — nyckelharpa, kontrabasharpa
  - Roger Tallroth — 12-strängad gitarr
  - André Ferrari — slagverk
- Harv: (4)
  - Magnus Stinnerbom — fiol
  - Daniel Sandén-Warg — fiol
- Annbjørg Lien — hardangerfela (7)